# کریستین وادیم
کریستین وادیم (فرانسوی: Christian Vadim‎؛ زادهٔ ۱۸ ژوئن ۱۹۶۳) یک هنرپیشه اهل فرانسه است. وی از سال ۱۹۸۳ میلادی تاکنون مشغول فعالیت بوده‌است.
او در فیلم زمان دوباره به دست آمد، خطوط ولینگتون و ارواح وحشی بازی کرده‌است.